# Aksu, Tân Cương

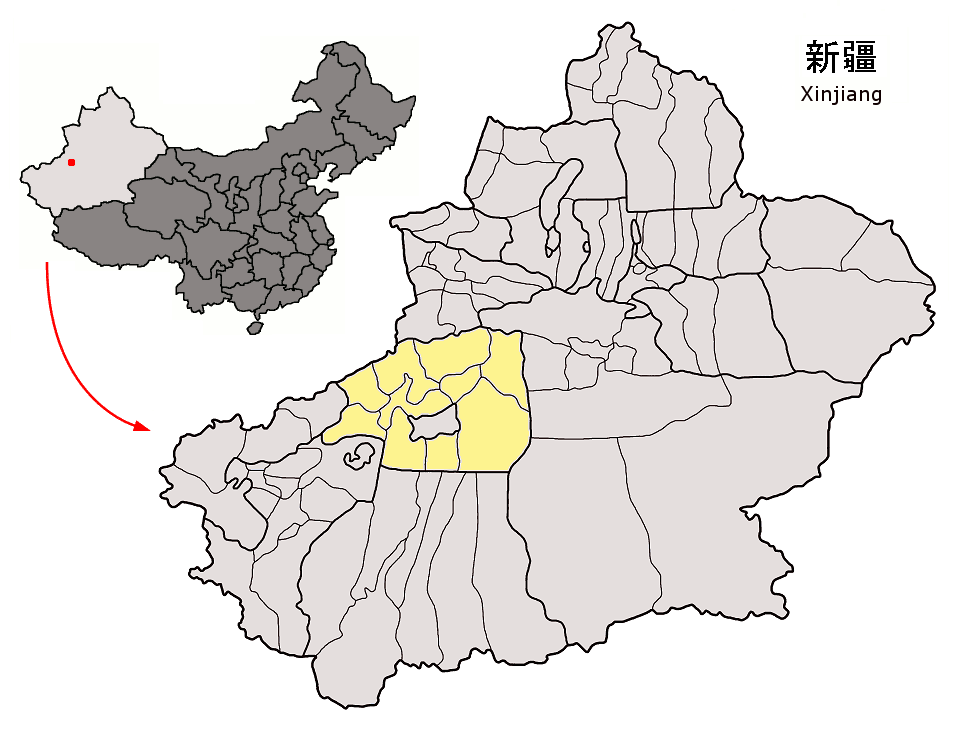
Vị trí của Aksu

Địa khu Aksu (âm Hán Việt: A Khắc Tô, chữ Hán giản thể: 阿克苏地区) là một địa khu thuộc Khu tự trị dân tộc Duy-ngô-nhĩ, Cộng hòa Nhân dân Trung Hoa. Địa khu này có diện tích 132.500 ki-lô-mét vuông, dân số năm 2003 là 2,19 triệu người, trong đó có 71,93% người Uyghur, 26,62% người Hán, còn lại là các dân tộc khác.

## Các đơn vị hành chính
Địa khu này gồm các đơn vị cấp huyện sau:
- Thành phố cấp huyện Aksu (A Khắc Tô, 阿克苏市)
- Thành phố cấp huyện Kuchar (Khố Xa, 库车市)
- Huyện Ôn Túc (温宿县)
- Huyện Shayar (Sa Nhã, 沙雅县)
- Huyện Bái Thành (拜城县)
- Huyện Awat (A Ngõa Đề, 阿瓦提县)
- Huyện Kalpin (Kha Bình, 柯坪县)
- Huyện Toksu (Tân Hòa, 新和县)
- Huyện Uqturpan (Ô Thập, 乌什县)